# Le Tonnant (Q172)
Pour les autres navires du même nom, voir Le Tonnant.
Le Tonnant est un sous-marin français de la classe 1 500 tonnes. Lancé en 1934, il appartient à la série M6.

## Histoire

### Développement
Le Tonnant fait partie d'une série Type M-6 assez homogène de 31 sous-marins océaniques de grande patrouille, aussi dénommés 1 500 tonnes en raison de leur déplacement. Tous sont entrés en service entre 1931 (Redoutable) et 1939 (Sidi-Ferruch).
Longs de 92,30 mètres et larges de 8,10, ils ont un tirant d'eau de 4,40 mètres et peuvent plonger jusqu'à 80 mètres. Ils déplacent en surface 1 572 tonnes et en plongée 2 082 tonnes. Propulsés en surface par deux moteurs diesel Schneider 8 cylindres 2 temps d'une puissance totale de 6 000 chevaux, leur vitesse maximum est de 18,6 nœuds avec les deux hélices de 2.6m de diamètre. En plongée, la propulsion électrique Alsthom de 2 250 chevaux leur permet d'atteindre 10 nœuds.
Appelés aussi « sous-marins de grandes croisières », leur rayon d'action en surface est de 10 000 milles nautiques à 10 nœuds et en plongée de 100 milles nautiques à 5 nœuds.
Il est mis en chantier le 17 janvier 1930 aux Forges et chantiers de la Méditerranée (FCM) à La Seyne-sur-Mer. Mis sur cale le 10 janvier 1931 avec le numéro de coque Q172, Le Tonnant est lancé le 15 décembre 1934, armé pour essais le 10 février 1935, essais officiels de présentation en recette le 12 juin 1935, armement définitif le 31 décembre 1935, clôture de l'armement le 19 mars 1937 et mis en service le 1er juin 1937.
En novembre 1936, pendant la guerre d'Espagne alors qu'il se trouvait provisoirement au bassin dans l'arsenal de Toulon, un incident se produit à bord du "Tonnant" à la Seyne-sur-Mer. Lors d'essais de ses diesels, deux meneurs proposent à l'équipage de s'emparer du bateau et de le livrer à la Marine républicaine espagnole. Cette tentative les conduit en prison.
En 1937, un arrêté prévoit une croisière d'endurance pour tester les hommes et le matériel. Le Tonnant et le Conquérant iront en Extrême-Orient d'une durée de 8 mois.
D'avril à octobre 1938 il fait un séjour en Indochine. Il rentre à Toulon le 15 Décembre 1938.

### Seconde Guerre mondiale
Il est affecté, au début de la Seconde Guerre mondiale, à la 1re division de sous-marins de la 3ème Escadrille de la 1ère Flottille de la 2ème Escadre, basée à Toulon, qu'il forme avec Le Glorieux, Le Héros et Le Conquérant. En carénage jusqu'en juin 1939, il patrouille à partir du 20 juin devant les Salins-d'Hyères pour protéger Toulon.
En décembre 1939, il est à Oran puis à Casablanca. Il assure une surveillance aux abords des Canaries.
En Mars 1940, Le Tonnant participe avec le Glorieux à la recherche d'un cargo britannique, le S.S. "Hartismere" en avarie de machines.
Le 10 Juin 1940, Le Tonnant, sous les ordres du Lieutenant de Vaisseau de MONTESQUIEU, appareille de Bizerte pour surveillance. Il se positionne au Cap Bon (Tunisie).
Le 24 Juin 1940, il est envoyé, avec le Fresnel, le Pascal, patrouiller dans le Sud de la Sardaigne. L'armistice interrompt la mission. Le 17 Août 1940, il est désarmé à Toulon.
Il est réarmé le 8 Avril 1941. En Juillet, il se trouve à Casablanca et en Novembre à Dakar.
En septembre 1942, Le Conquérant, Le Tonnant et le Sidi Ferruch sont transférés de Dakar à Casablanca.
Le 1er Novembre 1942, Le Tonnant fait partie de la 4ème D.S.M. au Maroc, avec Le Conquérant rejoints plus tard par le Sidi-Ferruch. Le 6 Novembre 1942, il est remis à flot après un petit carénage.
Le matin du 8 novembre, les forces françaises en Afrique du Nord sont surprises par l'attaque anglo-américaine (Opération Torch).
À 07h10, les bombardiers "TBF Avenger" américains attaquent le port de Casablanca. Les premières bombes tuent le Lieutenant de Vaisseau Paumier, Commandant du Tonnant et blessent le capitaine de corvette Laroze, commandant du Sidi-Ferruch
À 07h30 sous les mitraillages, Le Tonnant appareille sous les ordres de son second, le Lieutenant de Vaisseau Corre, après avoir débarqué deux tués et dix-neuf blessés. Il y a alors à bord trois officiers et trente-deux hommes d'équipage dont sept blessés. Il a sept ballasts et une soute de crevés. Il effectue des essais de plongée et rentre au port à 13 h 17 pour réparations et pour débarquer les sept blessés. Dix volontaires provenant d'autres bateaux (Pallas, Amphitrite, Conquérant, Méduse) embarquent pour compléter l'équipage.
À 18h35 le 8 novembre, les Tonnant, Conquérant et Sidi-Ferruch gagnent le large sous les bombes des avions américains.
À 8h50 le 10 novembre, le Tonnant détecte une force américaine dans le nord de Casablanca et lance quatre torpilles (les seules qu'il avait à bord) sur le porte-avions USS Ranger qui réussit à les éviter. Un grenadage suit sans endommager le sous-marin. Le Tonnant fit surface à 18h15 et croisa le long de la côte. A 21h20 il reçut un message lui ordonnant de rallier Casablanca. Le commandant fit authentifier ce message. Mais ayant observé l'activité des bâtiments américains dans le secteur il n'exécuta pas l'ordre reçu malgré un deuxième message au même contenu le 11 novembre en fin d'après-midi.
Le 12 novembre à 12h25, le bâtiment était en surface lorsqu'il fut attaqué par un hydravion "PBY Catalina" qui lança quatre grenades alors qu'il plongeait rapidement. Revenu en surface à 18h30, les dégâts furent constatés: le sous-marin avait une forte gîte sur bâbord et le gazole fuyait.
Après avoir envisagé de se rendre à Dakar, le lieutenant de vaisseau Corre fait alors route vers Cadix où il arriva le 14 novembre à 7h30. Ayant reçu à 16h30 l'ordre de regagner Toulon, son commandant se rend compte qu'il ne peut s'exécuter et se saborde à 12h02, le 15 Novembre 1942, devant le port de Cadix après avoir débarqué son équipage de 45 marins,.